# Azé (Saona i Loira)
Azé és un municipi francès, situat al departament de Saona i Loira i a la regió de Borgonya - Franc Comtat. L'any 2007 tenia 1.006 habitants.

## Demografia

### Població
El 2007 la població de fet d'Azé era de 1.006 persones. Hi havia 405 famílies, de les quals 121 eren unipersonals (51 homes vivint sols i 70 dones vivint soles), 132 parelles sense fills, 136 parelles amb fills i 16 famílies monoparentals amb fills.
La població ha evolucionat segons el següent gràfic:
Habitants censats

### Habitatges
El 2007 hi havia 489 habitatges, 410 eren l'habitatge principal de la família, 41 eren segones residències i 38 estaven desocupats. 427 eren cases i 60 eren apartaments. Dels 410 habitatges principals, 283 estaven ocupats pels seus propietaris, 119 estaven llogats i ocupats pels llogaters i 9 estaven cedits a títol gratuït; 5 tenien una cambra, 38 en tenien dues, 53 en tenien tres, 109 en tenien quatre i 205 en tenien cinc o més. 324 habitatges disposaven pel capbaix d'una plaça de pàrquing. A 159 habitatges hi havia un automòbil i a 222 n'hi havia dos o més.

### Piràmide de població
La piràmide de població per edats i sexe el 2009 era:
| Homes | Edats   | Dones |
| ----- | ------- | ----- |
| 0     | 95 o +  | 0     |
| 0     | 90 a 94 | 4     |
| 8     | 85 a 89 | 12    |
| 4     | 80 a 84 | 16    |
| 12    | 75 a 79 | 8     |
| 24    | 70 a 74 | 20    |
| 16    | 65 a 69 | 36    |
| 28    | 60 a 64 | 20    |
| 8     | 55 a 59 | 12    |
| 20    | 50 a 54 | 12    |
| 32    | 45 a 49 | 16    |
| 44    | 40 a 44 | 48    |
| 44    | 35 a 39 | 24    |
| 48    | 30 a 34 | 52    |
| 40    | 25 a 29 | 24    |
| 20    | 20 a 24 | 24    |
| 32    | 15 a 19 | 60    |
| 28    | 10 a 14 | 16    |
| 40    | 5 a 9   | 32    |
| 36    | 0 a 4   | 36    |

## Economia
El 2007 la població en edat de treballar era de 658 persones, 472 eren actives i 186 eren inactives. De les 472 persones actives 439 estaven ocupades (237 homes i 202 dones) i 33 estaven aturades (16 homes i 17 dones). De les 186 persones inactives 71 estaven jubilades, 37 estaven estudiant i 78 estaven classificades com a «altres inactius».

### Ingressos
El 2009 a Azé hi havia 419 unitats fiscals que integraven 1.014 persones, la mediana anual d'ingressos fiscals per persona era de 18.975 €.

### Activitats econòmiques
Dels 33 establiments que hi havia el 2007, 2 eren d'empreses alimentàries, 2 d'empreses de fabricació d'altres productes industrials, 5 d'empreses de construcció, 9 d'empreses de comerç i reparació d'automòbils, 1 d'una empresa de transport, 2 d'empreses d'hostatgeria i restauració, 1 d'una empresa financera, 2 d'empreses de serveis, 6 d'entitats de l'administració pública i 3 d'empreses classificades com a «altres activitats de serveis».
Dels 9 establiments de servei als particulars que hi havia el 2009, 1 era una oficina de correu, 1 una oficina bancària, 1 taller de reparació d'automòbils i de material agrícola, 2 guixaires pintors, 1 fusteria, 1 electricista, 1 perruqueria i 1 saló de bellesa.
Dels 3 establiments comercials que hi havia el 2009, 1 era una botiga de menys de 120 m², 1 una fleca i 1 una joieria.
L'any 2000 a Azé hi havia 41 explotacions agrícoles que ocupaven un total de 616 hectàrees.

## Equipaments sanitaris i escolars
L'únic equipament sanitari que hi havia el 2009 era una farmàcia.
El 2009 hi havia 1 escola maternal i 1 escola elemental integrada dins d'un grup escolar amb les comunes properes formant una escola dispersa.

## Poblacions més properes
El següent diagrama mostra les poblacions més properes.